# Іллінська (платформа)
55°36′59″ пн. ш. 38°06′01″ сх. д. / 55.616388888889° пн. ш. 38.100277777778° сх. д.
Іллінська (рос. Ильинская) — пасажирська платформа Рязанського напрямку Московської залізниці, у складі лінії МЦД-3, в селищі Іллінський Раменського району Московської області.
Відкрита в 1900-і роки при однойменному дачному селищі, названому на ім'я землевласників Ілліних, які продали частину земель маєтку Бикове під дачну забудову.
Зараз значну частину пасажиропотоку становлять жителі міста Жуковський.
Складається з однієї острівної платформи. У серпні 2007 року завершено спорудження підземного переходу. Від зупинного пункту курсують маршрутні таксі до Жуковського та автобуси селищем Іллінський.
Прохід на платформу здійснюється через турнікети.
| Попередня зупинка | Лінія | Лінія                  | Лінія | Наступна зупинка |
| ----------------- | ----- | ---------------------- | ----- | ---------------- |
| Бикове            |       | Казанський напрямок МЗ |       | Відпочинок       |